# Halston Sage
Halston Jean Schrage (* 10. května 1993, Los Angeles, Kalifornie, Spojené státy americké), spíše známá jako Halston Sage, je americká herečka. Nejvíce se proslavila rolí Grace v televizním seriálu How to Rock (2012) na stanici Nickelodeon, rolí Amber v seriálu Stav ohrožení (2014) na stanici NBC, rolí Lacey ve filmu Papírová města (2015) a rolí Kitan v seriálu stanice Fox The Orville (2017–2019)

## Životopis
Narodila se v Los Angeles v Kalifornii. Je dcerou Lenny a Tema Sage. Má dva mladší sourozence: Max a Kate Sage.

## Kariéra
Hereckou kariéru zahájila v roce 2011, kdy získala roli Grace v seriálu Jak být za hvězdu, jehož první epizoda měla premiéru 4. února 2012 na stanici Nickelodeon. Jako Brianna se objevila v dramatickém filmu The First Time. Jako host se objevila v seriálech jako V jako Victoria, Neuvěřitelné příběhy Bucketa a Skinnera.
V roce 2013 se objevila ve filmu Bling Ring: Jako VIPky, po boku Emmy Watson, ve filmu Machři 2, po boku Adama Sandlera a ve filmu Poker Night s Beau Mirchoffem. V březnu 2013 byla obsazena do pilotu seriálu Stav ohrožení, připravovaném pro stanici NBC. V roce 2014 získala roli ve filmu Sousedi, po boku Setha Rogena a Zaca Efrona.
V roce 2015 se objevila v roli Lacey Pemberton ve filmu Papírová města, natáčené podle stejnojmenné novely od Johna Greena z roku 2008. Ten samý rok si zahrála ve filmu Husí kůže. Jako Kendall se objevila ve filmu Scouts Guide to Zombie Apocalypse. Se Zoey Deutch se objevila ve snímku Before I Fall. V roce 2016 dokončila natáčení komedie People You May Know a byla obsazena do thrilerového snímku You Get Me, po boku Belly Thorne. V roce 2018 byla obsazena do romantického filmu Poslední léto. Menší roli si zahrála ve filmu X-Men: Dark Phoenix v roce 2019.

## Filmografie
| Rok  | Název                               | Role            | Poznámky |
| ---- | ----------------------------------- | --------------- | -------- |
| 2012 | Joan's Day Out                      | Jenna           |          |
| 2012 | The First Time                      | Brianna         |          |
| 2013 | Bling Ring: Jako VIPky              | Amanda          |          |
| 2013 | Machři 2                            | Nancy Arbuckle  |          |
| 2014 | Sousedi                             | Brooke          |          |
| 2014 | Poker Night                         | Amy             |          |
| 2015 | Skautův průvodce zombie apokalypsou | Kendall         |          |
| 2015 | Husí kůže                           | Taylor          |          |
| 2015 | Papírová města                      | Lacey Pemberton |          |
| 2017 | Before I Fall                       | Lindsay         |          |
| 2017 | You Get Me                          | Ali             |          |
| 2017 | People You May Know                 | Tasha           |          |
| 2019 | Poslední léto                       | Erin            |          |
| 2019 | Late Night                          | Zoe Martlin     |          |
| 2019 | X-Men: Dark Phoenix                 | Dazzler         | cameo    |

| Rok        | Název                                   | Role           | Poznámky                          |
| ---------- | --------------------------------------- | -------------- | --------------------------------- |
| 2011       | V jako Victoria                         | Sadie          | díl: „Beggin' on Your Knees“      |
| 2012       | Jak být za hvězdu                       | Grace King     | Hlavní role, 22 dílů              |
| 2012       | Neuvěřitelné příběhy Bucketa a Skinnera | Catherine Toms | díl: „Epic Crashers“              |
| 2012       | Figure It Out                           | Samu sebe      | 4 díly                            |
| 2014       | Stav ohrožení                           | Amber Fitch    | Hlavní role, 13 dílů              |
| 2015-15    | Brotherhood 2.0                         | Samu sebe      | 4 díly                            |
| 2017–2019  | The Orville                             | Alara Kitan    | hlavní role (1.–2. řada), 16 dílů |
| 2019       | Magnum P.I.                             | Willa          | díl: „Winner Takes All“           |
| 2019–dosud | Prodigal Son                            | Ainsley Whitly | hlavní role                       |

| Rok  | Název                   | Umělec           | Role                | Poznámky |
| ---- | ----------------------- | ---------------- | ------------------- | -------- |
| 2011 | "Beggin' on Your Knees" | Victoria Justice | Sadie               | cameo    |
| 2015 | "Loving You Easy"       | Zac Brown Band   | Hlavní krásná dívka |          |